# Jared Reiner
Jared Reiner, né le 8 avril 1982, à Tripp, au Dakota du Sud, est un ancien joueur américain de basket-ball. Il évolue au poste de pivot.

## Palmarès
- All-NBDL Second Team 2007